# Eyvindur Þorgrímsson
Eyvindur Þorgrímsson (n. 920) fue un caudillo vikingo y goði de Norður-Ísafjarðarsýsla en Islandia. Era hijo de Þorgrímur Grímólfsson y según las sagas nórdicas su estirpe se vincula a la realeza irlandesa, su abuelo era Kjarvalr Írakonungr. Þorgrímur aparece como personaje de la saga de Grettir, la saga de Reykdæla ok Víga-Skútu, y saga de Egil Skallagrímson. Se casó con Þórvör Þormóðsdóttir (n. 921) y se esa relación nacieron dos hijos, Össur (n. 960) y Þóroddur Eyvindsson.